# Derek Addison
Derek Addison (Dundee, 8 luglio 1955) è un ex calciatore scozzese, di ruolo centrocampista.
Vanta 8 presenze in Coppa UEFA.

## Palmarès

### Club

#### Competizioni nazionali
- Scottish League Cup: 2

Dundee United: 1979-80, 1980-81
- Forfarshire Cup: 2

Dundee United: 1975-76, 1979-80
- Scottish Championship: 1

St. Johnstone: 1982-1983